# Jean-Claude-Léonard Poisle Desgranges
Jean-Claude-Léonard Poisle Desgranges (* 1789 in Orléans; † 1876 in Paris) war ein französischer Lexikograf der Umgangssprache.

## Leben und Werk
Poisle Desgranges war von Beruf Postbeamter. Er trat 1821 lexikografisch in Erscheinung mit einem von Georges Gougenheim gewürdigten und ausgewerteten Wörterbuch der Volkssprache.

## Werke
- Petit Dictionnaire du peuple à l’usage des quatre cinquième de la France, Paris 1821 (180 Seiten). Nachdruck: Houilles 2005.
- Le Rectificateur de la conversation et du style, ou Dictionnaire critique des locutions vicieuses, Paris 1824 (166 Seiten)
- Proverbes mis en action, ou Morale récréative, Paris 1825